# خيسوس غيريرو
خيسوس غيريرو (بالإسبانية: Jesús Guerrero)‏ (20 أبريل 1949 - ) هو لاعب كرة يد إسباني. شارك في الألعاب الأولمبية الصيفية 1972.

## وصلات خارجية
- خيسوس غيريرو على موقع أوليمبيديا (الإنجليزية)